# كين ماير (ممثل)
كين ماير (بالإنجليزية: Ken Mayer)‏ هو ممثل أمريكي، ولد في 25 يونيو 1918 في سان فرانسيسكو في الولايات المتحدة، وتوفي في 30 يناير 1985 في شمال هوليوود ‏ في الولايات المتحدة.

## وصلات خارجية
- كين ماير على موقع IMDb (الإنجليزية)
- كين ماير على موقع قاعدة بيانات الفيلم (الإنجليزية)